# Newton Mearns
Newton Mearns (schottisch-gälisch: Baile Ùr na Maoirne, „Neustadt in der Vogtei“) ist eine Stadt etwa elf Kilometer südwestlich von Glasgow. Sie hat 24.234 Einwohner und liegt 410 Meter über dem Meeresspiegel. Die Stadt ist Teil der Greater Glasgow Metropolitan Settlement Area in East Renfrewshire.

## Töchter und Söhne der Stadt
- Donald McKinlay (1891–1959), Fußballspieler
- Margaret Campbell, Duchess of Argyll (1912–1993), Gesellschaftsdame